# Juan Manuel Irrazábal (senador)
Juan Manuel Irrazábal (Posadas, 30 de marzo de 1960) es un político y abogado argentino, fue Senador Nacional por la Provincia de Misiones electo por el Frente para la Victoria. Se desempeña como Presidente del Comité Nacional para la Prevención de la Tortura y entre diciembre de 2022 y febrero de 2025 presidio el Partido Justicialista en Misiones.

## Biografía
Estudió Abogacía en la Universidad Nacional del Nordeste, donde se recibió en 1990 con especialización en derecho penal.
Fue asesor legislativo del Concejo Deliberante de Posadas entre 1995 y 1999 y asesor jurídico del Sindicato de Luz y Fuerza de la provincia de Misiones. Además, entre 1993 y 1995 fue síndico de la Empresa Pública de Energía Electricidad de Misiones (EMSA).
En 1999 fue electo Intendente de Posadas, cargo que ocupó hasta 2001.
Fue elegido dos veces Diputado Nacional por Misiones entre 2003 y 2011. En la Cámara de Diputados de la Nación integró, entre otras, las comisiones de Análisis y Seguimiento de Normas Tributarias y Previsionales, Economía, Energía y Combustibles y la Bicameral de Fiscalización de los Organismos y Actividades de Inteligencia.
Fue posteriormente Diputado Nacional por la Provincia de Misiones entre 2003 y 2007, y luego reelecto entre 2007 y 2011.
Fue elegido Senador Nacional en 2011.
Desde 2017 integra el Comité Nacional para la Prevención de la Tortura. Fue comisionado entre 2017 y 2019. En 2019 fue nombrado Presidente de dicho Comité.